# Džali
Džali ali džaali (džālī, kar pomeni 'mreža') je izraz za perforiran kamen ali mrežast zaslon, običajno z okrasnim vzorcem, zgrajenim z uporabo kaligrafije, geometrije ali naravnih vzorcev. Ta oblika arhitekturnega okrasja je pogosta v indo-islamski arhitekturi in na splošno v indijski arhitekturi. Tesno je povezan z mašrabija v islamski arhitekturi.
Po besedah Yatina Pandye džali prepušča svetlobo in zrak, hkrati pa zmanjšuje sonce in dež ter zagotavlja hlajenje s pasivnim prezračevanjem. Luknje so pogosto skoraj enake širine ali manjše od debeline kamna, tako zagotavlja strukturno moč. Ugotovljeno je bilo, da imajo vlažna območja, kot sta Kerala in Konkan, večje luknje s splošno nižjo motnostjo kot v primerjavi z regijami s suhim podnebjem v Gudžaratu in Radžastanu.
Z razširjeno uporabo stekla v poznem 19. stoletju in kompaktnostjo stanovanjskih območij v sodobni Indiji so džali postali manj pogosti zaradi zasebnosti in varnosti. V 21. stoletju je ponovno pridobila na priljubljenosti kot nizkoenergijska gradbena rešitev za okoljski odtis porabe energije v stavbah.

## Zgodovina
Najzgodnejša svetišča v Indiji, posvečena budizmu, džainizmu in hinduizmu, so bila pogosto slabo osvetljena in zaprta ter so spominjala na naravne jame. Častilci so se zbirali pred vrati svetišč za molitve in daritve. Za nadzor ostre dnevne svetlobe, ki je vstopala v templje, so bili uporabljeni zasloni, znani kot dćalis, za filtriranje in mehčanje svetlobe, spodbujanje predanosti in usmerjanje pozornosti na svete podobe. Tradicija uporabe džali se je ohranila v poznejši indijski arhitekturi, vključno s hindujskimi in džainističnimi templji. Sčasoma so se oblike džali razvile in so vključevale geometrijske in naturalistične vzorce. S pojavom islamske arhitekture v Gudžaratu se je uporaba džali razširila in postala vidna značilnost v mošejah in grobnicah, po enakem simboličnem pomenu svetlobe v islamu. Sprejetje džali v islamskih stavbah kaže fuzijo arhitekturnih slogov in motivov iz hindujske, džainistične in islamske tradicije, na katere so v veliki meri vplivali cehi zidarjev, ki so delali za mecene iz različnih kulturnih okolij.
Zgodnja džali dela z več geometrijskimi oblikami so bila zgrajena s klesanjem v kamen v geometrijskih vzorcih, ki se je prvič pojavilo v Alai Darwaza iz leta 1305 v Delhiju poleg Qutub Minarja, medtem ko so kasneje Moguli uporabljali zelo fino izrezljane rastlinske modele, kot na Tadž Mahalu. Obrobam so pogosto dodali tudi vložek pietra dura z uporabo marmorja in poldragih kamnov.
V utrdbi Gvalior, blizu vrat Urvahi, je 17-vrstični napis z datumom Samjat 1553, ki omenja imena nekaterih obrtnikov in njihove stvaritve. Eden od njih je Khedu, ki je bil strokovnjak za Gvalijai džhilmili, tj. zaslon džali, izdelan v slogu Gvalior. Grobnica iz mogulskega obdobja Mohameda Ghausa, zgrajena leta 1565 v Gvaliorju, je izjemna po svojih kamnitih džalisih. Številne hiše Gvaliorja iz 19. stoletja so uporabljale kamnite džali. Džali se pogosto uporabljajo v hotelu Uša Kiran Palace v Gvaliorju, nekdanjem gostišču Scindia.

## Muzejske zbirke
Nekateri džali so v večjih muzejih v ZDA in Evropi. Ti vključujejo muzej umetnosti Indianapolis in Metropolitanski muzej umetnosti ter muzej Viktorije in Alberta.

## Galerija
- Okno v Alai Darvaza, >Kompleks Qutub
- Džali v mošeji Sidi Saiyyed v Ahmedabadu z razstavo tradicionalnega indijskega motiva drevesa življenja
- Džali pri grobnici Salima Chishtija, Fatehpur Sikri prikazuje islamske geometrijske vzorce, razvite v zahodni Aziji
- Detajli marmornih zaslonov Džali okoli kraljevih kenotafov, Tadž Mahal
- Džali v Bibi Ka Maqbara, Aurangabad s tipičnimi indijskimi motivi
- Džali v Čampanerju uporablja tradicionalne indijske geometrijske vzorce in islamsko geometrijo
- Džali v grobnici Mohammada Gausa v Gwaliorju
- Hiše iz 19. stoletja v Gwaliorju